# Avtomatsko programiranje
Avtomatsko programiranje je področje informatike, ki se ukvarja z avtomatizacijo programiranja in spada v področje umetne inteligence. To je način programiranja, ko nam programsko kodo namesto človeškega programerja napiše stroj oziroma za ta namen izdelan program.

## Generiranje izvorne kode
Na osnovi vhodnih podatkov programer ustvari program, ki vodi do zahtevanih izhodnih podatkov in akcij. Programer išče algoritem, ki danemu vhodnemu nizu priredi zahtevani izhodni niz. Ta proces se  lahko avtomatizira, tako da je izdelava algoritma (programa) prepuščena avtomatiki (računalniškemu programu).

### Zgledi
Integrirana razvojna okolja kot na primer Eclipse ali Visual Studio vključujejo različna orodja za generiranje izvorne kode. Zgled so orodja, s katerimi lahko konstruiramo grafične uporabniške vmesnike z inteaktivnim postavljanjem in povezovanjem grafičnih elementov ter določanjem njihovih značilnosti, medtem ko okolje v ozadju generira ustrezno računalniško kodo.
Drug zgled so orodja za grafično oblikovanje shem za podatkovne baze, ki generirajo kodo v SQL.
Napredni zgled je generacija izvorne kode v višjenivojskih programskih jezikih za reševanje določene vrste problemov s pomočjo sistemov za simbolno računanje. Paket AceGen na primer uporablja program Mathematico za izpeljavo formul in numeričnih algoritmov po metodi končnih elementov, ki jih nato pretvori v programsko kodo v C. Tako generirano kodo lahko prevedemo in jo v obliki dinamičnih knjižnic vključimo v obstoječa programska okolja za reševanje inženirskih problemov.